# Johan Abenius (1775–1834)
Johan Abenius, född 23 mars 1775 i Munktorp, död 2 september 1834, var en svensk brukspatron.
Johan Abenius var son till Jonas Abenius och Lisa Greta Fahlcrantz. Han tillhörde släkten Abenius. År 1828 var han ägare till Högfors bruk i Ljusnarsbergs socken tillsammans med Johan Niklas Eriksson.
Abenius gifte sig med Margareta Johansdotter. Bland deras barn märks son Carl Fredrik och Wilhelm Abenius.